# Meaulte Military Cemetery
Meaulte Military Cemetery is een Britse militaire begraafplaats met gesneuvelden uit de Eerste Wereldoorlog, gelegen in de Franse gemeente Méaulte (departement Somme). De begraafplaats werd ontworpen door Edwin Lutyens en ligt aan de Rue d'Etinehem op 700 m ten zuiden van het centrum (Église Saint-Léger). Het terrein heeft een rechthoekig grondplan met een oppervlakte van 1.500 m² en wordt omsloten door een bakstenen muur. Het Cross of Sacrifice staat tegen de zuidoostelijke muur. Een viertal treden leiden naar de open toegang welke door twee stenen paaltjes wordt afgebakend. De begraafplaats wordt onderhouden door de Commonwealth War Graves Commission.
Er liggen 310 doden begraven waaronder 21 niet geïdentificeerde. 
In dezelfde gemeente ligt ook Grove Town Cemetery. 

## Geschiedenis
Van 1915 tot 26 maart 1918 werd Méaulte door Britse troepen bezet (en bewoond door driekwart van de burgerbevolking), maar werd geëvacueerd na een achterhoedegevecht door de 9th (Scottish) Division. De gemeente werd op 22 augustus 1918 heroverd door de 12th (Eastern) Division en tanks. De begraafplaats werd in december 1915 aangelegd en gebruikt tot februari 1917. Na de herovering van het dorp en na de wapenstilstand werden nog graven (voornamelijk uit 1918) vanuit de aangrenzende slagvelden en andere begraafplaatsen toegevoegd. Deze ontruimde begraafplaatsen waren: Sandpit Cemetery (94 doden) en Meaulte Triangle Cemetery (36 doden), beide in Méaulte. In 1936 werd nog een niet geïdentificeerd slachtoffer vanuit het kerkhof van Méaulte naar hier overgebracht.
Onder de geïdentificeerde slachtoffers zijn er 283 Britten, 6 Indiërs, 1 Canadees en 1 Australiër. Elf doden worden met Special Memorials herdacht omdat hun graven niet meer gelokaliseerd konden worden en men neemt aan dat ze zich onder naamloze grafzerken bevinden.

## Graven
- Sommige grafstenen zijn niet uit de gebruikelijke witte portlandsteen vervaardigd maar uit de zogenaamde roodbruine Stancliffe zandsteen.

### Onderscheiden militairen
- kapitein Magnus Rainier Robertson (Essex Regiment), kapitein Lenox Paton Figgis (The Buffs (East Kent Regiment), luitenant Harry Farrant Driver (Cambridgeshire Regiment), luitenant Harold Howard Linsdell Kilmister (Royal Fusiliers) en onderluitenant Leslie Roberts (East Surrey Regiment) werden onderscheiden met het Military Cross (MC).

- Thomas Henry Davis, sergeant bij het Royal Berkshire Regiment werd onderscheiden met de Distinguished Conduct Medal (DCM).
- de sergeanten C. Rapley en Charles William Denny en de soldaten Wilfred Eric Bean, S.J. Blake, J.G. Coote en Joseph Henry Stevens werden onderscheiden met de Military Medal (MM).

### Minderjarige militair
- William Charles Jones soldaat bij het Middlesex Regiment was 17 jaar toen hij op 8 januari 1916 sneuvelde.

### Aliassen
- soldaat William Benjamin Hodges diende onder het alias William Frederick Hoad bij het Middlesex Regiment.
- soldaat Frederick Jones diende onder het alias T. Smith bij het Welsh Regiment.